# 깔라신주
깔라신주(태국어: กาฬสินธุ์)는 태국 북동부의 주(창왓)의 하나이다. 이웃한 주는 북쪽부터 시계 방향으로 사꼰나콘 주, 묵다한 주, 로이엣 주, 마하사라캄 주, 콘깬 주, 우돈타니 주이다.

## 지리
주의 대부분은 구릉지이다. 북쪽의 람빠오 댐은 1963-1968년에 건설되었고 홍수 방지와 농업을 위해 1,430m³의 물을 저장한다. 사꼰나콘 주와의 경계를 이루는 푸판 산맥은 국립공원으로서 보존되고 있다. 깔라신은 타이에서 가장 큰 공룡 유적지인 푸쿰카오(사핫사칸 군)의 공룡 화석으로 유명하다.

## 역사
고고학적인 증거는 1600년 전의 역사 시대 이전에 이미 라와족이 이곳에 살고 있었음을 보여준다. 그러나 최초의 읍이 세워진 것은 1793년이다.
20세기 초의 테사피반 개혁 때 읍(므앙)은 주로 바뀌었다. 1932년에 주는 폐지되고 마하사라캄 주에 편입되었으나 1947년에 복귀되었다.

## 경제
깔라신은 끈적거리는 쌀과 카사바, 사탕수수 등의 환금 작물을 생산하는 농업적인 주이다. 이곳 농촌 지역의 가정들은 가난하기 때문에 비단 생산과 바구니 세공으로 수입을 충당한다.

## 행정 구역
주에는 18개의 암프(군)와 더 세부 행정구역인 134개의 땀본 그리고 1509개의 무반 (행정 구역)이 있다.
| 1. 므앙깔라신군 2. 나몬군 3. 까마라사이군 4. 롱캄군 5. 쿠치나라이군 6. 카오웡군 7. 양따랏군 8. 후아이멕군 9. 사핫사칸군 | 1. 캄무앙군 2. 타칸토군 3. 농쿵시군 4. 솜뎃군 5. 후아이픙군 6. 삼차이군 7. 나쿠군 8. 돈찬군 9. 콩차이군 |